# Christian Kouakou (calciatore 1995)
Onil Christian Kouakou (Solna, 20 aprile 1995) è un calciatore svedese, attaccante dell'Öster.

## Carriera

### Club
Nato a Solna da genitori ivoriani, cresce nelle giovanili dell'AIK. Esordisce in prima squadra il 17 luglio 2011, in occasione dell'incontro di Allsvenskan vinto 0-3 contro il Gefle, unica sua presenza nell'arco di quell'annata.
Tra il luglio e l'agosto 2012 colleziona altre tre presenze in Allsvenskan sempre con la maglia dell'AIK, quindi il 31 agosto viene girato in prestito fino alla fine dell'anno all'Akropolis in terza divisione. È protagonista di un nuovo prestito a partire dal 3 aprile 2013, questa volta al Mjällby militante in Allsvenskan, con cui però non riesce a trovare spazio in alcuna partita ufficiale, tanto da rientrare all'AIK già a giugno. Nel resto del torneo viene utilizzato dal tecnico Andreas Alm in tre occasioni, tutte partendo dalla panchina.
Scaduto il contratto con l'AIK, nel gennaio del 2014 viene ingaggiato al Brommapojkarna, rimanendo dunque in Allsvenskan. Inizialmente continua a faticare ad ottenere spazio, visto che il suo campionato 2014 si chiude con 3 presenze e una rete, siglata nel corso della sconfitta esterna per 2-3 contro l'Åtvidaberg, pur facendo il suo esordio nei turni preliminari di Europa League. La squadra retrocede e viene cambiato l'allenatore, Kouakou rimane in rosa e chiude la Superettan 2015 con 11 partite e 2 gol all'attivo, tuttavia a fine stagione arriva la seconda retrocessione consecutiva. Egli rimane in rossonero anche nel 2016 nonostante la discesa in terza serie, campionato in cui gioca 14 partite e realizza una rete.
Dopo le tre stagioni trascorse al Brommapojkarna, non viene riconfermato e in vista della stagione 2017 si unisce al Nyköpings BIS, continuando così a giocare nella terza serie nazionale. Qui la sua produzione offensiva aumenta notevolmente, al punto da classificarsi terzo nella classifica marcatori del campionato di Division 1 Norra con i suoi 16 gol realizzati in 24 partite. L'anno successivo inizia il campionato viaggiando ad una media gol ancora superiore, avendo segnato 13 reti in 15 presenze.
A stagione in corso, nell'agosto 2018 viene ceduto dal Nyköpings BIS al Brage (campionato di Superettan) con un contratto di due anni e mezzo. Nella rimanente parte della Superettan 2018 realizza 5 gol in 9 partite, poi l'anno successivo trascina la squadra al terzo posto in classifica grazie anche ai suoi 15 gol in 25 partite, sfiorando una promozione che finisce per sfumare solo a seguito del doppio spareggio contro il Kalmar.
Durante le prime settimane del campionato 2020, eccezionalmente iniziato nel mese di giugno per via della pandemia di COVID-19, Kouakou viene acquistato dall'IFK Göteborg per una cifra quantificata dai media in 800.000 corone (circa 80.000 euro) più una percentuale di rivendita. Nonostante il contratto avesse durata fino al termine della stagione 2022, la sua parentesi in biancoblu si rivela piuttosto travagliata, tanto da giocare 7 partite di campionato (4 da titolare e 3 da subentrante) senza mai riuscire a segnare, prima di essere relegato stabilmente in tribuna dal nuovo tecnico Roland Nilsson.
Nel gennaio del 2021, Kouakou lascia l'IFK Göteborg a titolo definitivo per firmare un triennale con il Sirius, altro club della massima serie svedese. Al suo primo anno in nerazzurro, nel campionato di Allsvenskan 2021, contribuisce significativamente al raggiungimento della salvezza, imponendosi come miglior marcatore della sua squadra con 12 reti in 30 partite. Si conferma miglior marcatore stagionale del Sirius anche l'anno seguente, quando segna 7 reti in 26 incontri di campionato. Nella prima parte dell'Allsvenskan 2023, dopo un precampionato caratterizzato da alcuni problemi fisici, è riuscito a giocare solo 5 partite (di cui una da titolare) su 14 giornate, senza mai segnare.
Il 10 luglio 2023 viene ufficialmente ceduto dal Sirius ai turchi del Kocaelispor, militanti nella seconda serie nazionale. Dopo una stagione 2023-2024 in cui segna una rete in 20 partite, di cui tre da titolare, nel settembre del 2024 il suo contratto viene rescisso anticipatamente.
Il 29 gennaio 2025 è tornato a far parte di un club svedese, l'Öster, neopromosso in Allsvenskan 2025, firmando un contratto biennale.

### Nazionale
Ha giocato nelle nazionali giovanili svedesi Under-17 ed Under-19.

## Palmarès

### Club

#### Competizioni nazionali
- Coppa di Svezia: 1

IFK Göteborg: 2019-2020